# Muhammad al-Amin wuld Ahmad
Muhammad al-Amin wuld Ahmad (arab. ‏محمد لامين ولد أحمد‎; ur. 1948 w As-Samarze lub Tantan) – saharyjski polityk i prawnik, dwukrotny premier Saharyjskiej Arabskiej Republiki Demokratycznej (1976–1982, 1985–1988), wielokrotny minister i przewodniczący parlamentu. 

## Życiorys
Syn Maulaj Ahmada wuld Muhammada al-Hasana al-Lajlego (1919–1991) i Nuny Mint Abdallahi (ur. 1925), pochodzi z As-Samary. Ukończył studia prawnicze. Należał do założycieli działającego na rzecz niepodległości Sahary Zachodniej Frontu Polisario, zasiadł w jego sekretariacie krajowym. Zajmował stanowisko premiera tego nieuznawanego państwa od 5 marca 1976 do 4 listopada 1982 (jako pierwszy szef rządu w historii) i ponownie od 18 grudnia 1985 do 16 sierpnia 1988. Pełnił również funkcję ministra edukacji. W kolejnych latach był przewodniczącym Saharyjskiej Rady Narodowej (parlamentu; 1991–1999), ministrem transportu (1999–2003), spraw wewnętrznych (2003–2007) i zdrowia (ok. 2012) oraz ponownie ministrem spraw wewnętrznych (ok. 2022).
Łącznie 11 członków jego rodziny od 1976 zostało aresztowanych w związku z prowadzoną przez niego działalnością polityczną, jeden z jego braci zginął w 1991 w niewyjaśnionych okolicznościach.